# شنمو
شنمو (به ژاپنی: シェンムー 一章 横須賀 Shenmū Isshō) یک بازی ویدئویی در سبک اکشن-ماجراجویی به تهیه‌کنندگی و کارگردانی یو سوزوکی است که توسط سگا ای‌ام۲ توسعه یافته و به‌وسیلهٔ شرکت سگا در دسامبر ۱۹۹۹ برای کنسول دریم‌کست منتشر شد. این دومین قسمت در مجموعه بازی‌های شنمو، حماسه انتقام در رسم و سنت‌های سینمای چین به‌شمار می‌رود. داستان بازی دربارهٔ رزمی‌کاری نوجوان به نام ریو هازوکی است که در دههٔ ۱۹۸۰ میلادی برای انتقام قتل پدرش در یوکوسوکا، کاناگاوا، ژاپن به راه می‌افتد. بازیکن در محیطی جهان باز به کاوش می‌پردازد و با دشمنان در نبردهای برولر (خروس جنگی) مبارزه می‌کند و همچنین با رویداد فوری مواجه می‌شود.
ادامه‌ای برای این بازی با عنوان شنمو ۲ در سال ۲۰۰۱ عرضه شد. شنمو با هزینه تولید و فروشی بالغ بر ۴۷ الی ۷۰ میلیون دلار، یکی از پرهزینه‌ترین بازی‌های ویدئویی زمان خود شناخته می‌شد.